# Jehlový proužek

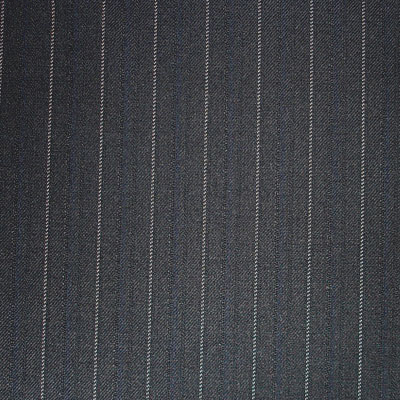
Klasický jehlový proužek (2007)

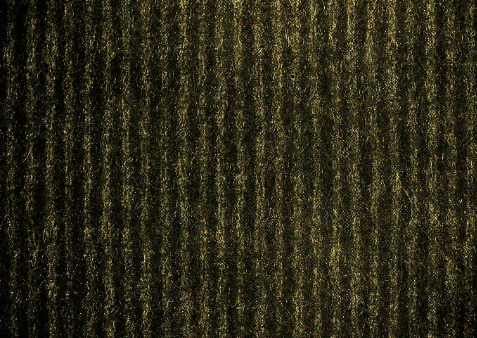
Křídový proužek – tkanina ze středně jemné vlny, hmotnost 300 g/m² (asi 1914)

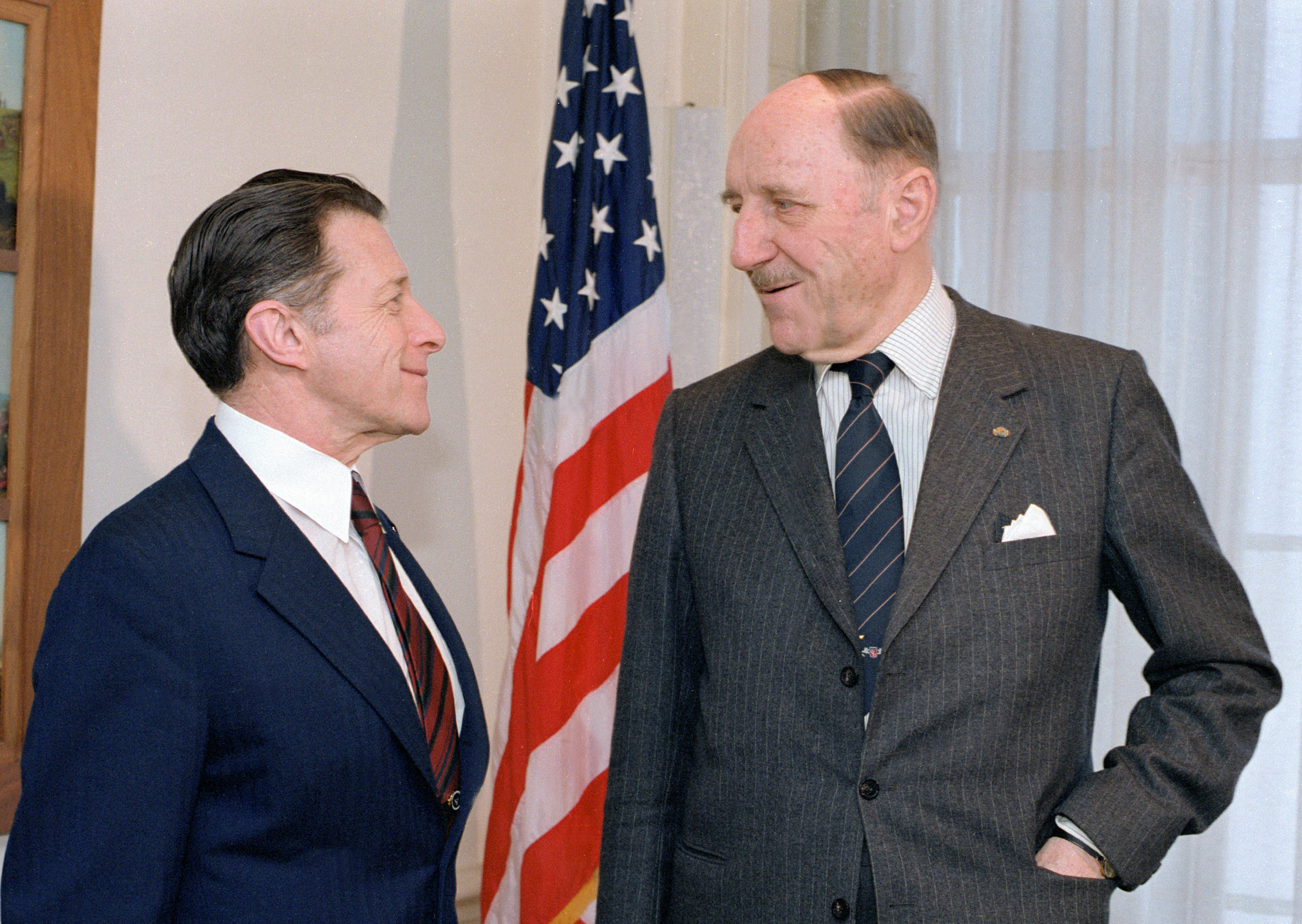
Sako (vpravo) ze tkaniny s křídovým proužkem (1983)

Jehlový proužek (angl.: pinstripe, něm.: Nadelstreifen) je vzor (nejčastěji) vlnařské tkaniny zpravidla s tmavým podkladem, na kterém jsou zřetelně viditelné velmi jemné, světlé proužky. 
Tkanina se vyrábí ve čtyřvazném kepru, obvykle z česané příze, proužky tvoří jednotlivé osnovní niti pravidelně nebo i nepravidelně rozmístěné ve vzdálenosti 0,5–3 cm od sebe. Povrch tkaniny je hladký.
Podobný vzor je tzv. křídový proužek. Proužky připomínají čáry bílou křídou, často širší než u jehlového vzoru a méně výrazné. Tkanina je většinou jemně počesaná na způsob flanelu.  V 21. století se nabízí křídový proužek také na tkaninanách z polyesterových i jiných vláken.

## Z historie jehlového proužku
Tkaniny s jehlovým proužkem se začaly vyrábět k použití na oděvy pro tenisty a plachtaře. Ve 20. a 30. letech 20. století se rozšířilo použití dvouřadových obleků s jehlovým proužkem, hlavně v USA, kde se bez nich neobešli především šéfové mafie (Al Capone) nebo i špičkoví jazzoví muzikanti.
K široké oblibě proužkových vzorů přispěli později jejich známí nositelé jako Clark Gable, Fred Astaire nebo Winston Churchill. Asi od 40. let se pánské obleky s jehlovým proužkem staly znamením úspěšné profesionální kariéry. V roce 1967 přišel módní návrhář Yves Saint-Laurent s dámskou variantou klasického jehlového proužku. V 80. a 90. letech nastaly zlaté časy této módy u představitelů finančního světa, pro které byly obleky s tímto vzorem něco jako jejich uniforma. Když pak splaskla bublina spekulací, zůstaly náhle i obleky s jemným proužkem v šatníku. Asi od 2. dekády 21. století se však nečekaně snaží několik známých návrhářů módu jehlového proužku v různých formách rehabilitovat.